# Lemmaphyllum minimum
Lemmaphyllum minimum är en stensöteväxtart som beskrevs av Shu Hsia Fu. Lemmaphyllum minimum ingår i släktet Lemmaphyllum och familjen Polypodiaceae. Inga underarter finns listade.